# Mariano Barba
Mariano Barba (Napoli, 24 agosto 1978) è un batterista italiano.

## Biografia
Figlio dell'attuale batterista degli Osanna, Gennaro Barba, ha cominciato ad avvicinarsi alla musica fin da piccolo e verso i 9 anni già seguiva il padre nelle sue serate di musica live.

## Carriera

### Primi endorsment
A 11 anni, nonostante fosse fuori gara per aver superato l'età consentita, fu chiamato da Pippo Baudo come ospite speciale al programma per ragazzi Gran Premio. Successivamente avrà occasione di suonare durante le prove di un concerto con il pianista jazz Chick Corea dopo essere stato notato dallo stesso musicista.
Nel 1995 diventa già endorser per la azienda Italia di piatti UFIP e per quella di batterie Tamburo e dopo qualche anno Mariano viene chiamato dalla Yamaha Italia. Questa esperienza lo porta ad conoscere i più grandi musicisti di livello internazionale. Da allora ha partecipato a numerose clinic all'interno di fiere ed esposizioni di strumenti musicali.

### Collaborazioni iniziali e Gigi Finizio
Nel 1997 registra le batterie del primo disco (omonimo) dei Demonilla, band in cui ha militato anche il padre Gennaro.
Nel 1998 prende parte al disco di Daniele Sepe Lavorare stanca, premio Tenco 1998 e al terzo disco del cantautore napoletano Gianni Fiorellino intitolato Dolce pulcino.
Nel 1999 registra per la prima volta per il cantautore partenopeo Gigi Finizio nel disco intitolato Solo Finizio, iniziando un sodalizio che dura tutt'oggi.
Nel 2000 è nell'album Mila degli Audio 2 insieme a musicisti del calibro di Alfredo Golino, Andrea Braido, Nicolò Fragile, Giorgio Cocilovo, Vittorio Remino, Danilo Rea, Massimiliano Pani e Emanuela Cortesi.
Nel 2002 è ancora con Finizio nel disco Come intendo io.

### Pino Daniele e progetti personali
Nel 2003 è nel disco Wunderkammer di Rino Zurzolo insieme a ospiti del calibro di James Senese, Joe Amoruso, Ciccio Merolla e Tullio De Piscopo. e nel disco Finizio Live. Nel 2004 con il suo progetto E4 (Elektric Quartet, in omaggio alla Elektric Band di Chick Corea) registra l'album fusion Break the Glass. Durante quest'anno comincia a suonare live con Pino Daniele per il tour del disco Passi d'autore.
Nel 2006 partecipa al tour del disco di Finizio Musica e speranza da cui viene estratto il live DVD della data di Napoli del 19 settembre.
Nel 2007 registra per la prima volta con Pino Daniele in Il mio nome è Pino Daniele e vivo qui nel quale sono presenti musicisti del calibro di Peter Erskine, Dave Carpenter, Alfredo Paixao, Giorgia, Tony Esposito, Bob Sheppard. Nello stesso anno è con Finizio nel tour "Per sempre", compresa la partecipazione al "Paestum Festival" alla sua decima edizione.
Nel 2009, entrato già due anni nella sua formazione, è con Gennaro Porcelli, chitarrista di Edoardo Bennato, e sotto il soprannome "Gennaro Porcelli and the Highway 61" registrano l'album Revisiting...!. Inoltre partecipa ad un brano insieme al padre Gennaro Barba nel disco degli Osanna in collaborazione con il sassofonista David Jackson dal titolo Prog Family.
Nel 2010 è di nuovo con Pino Daniele per il tour del disco Electric Jam e inoltre collabora con Nello Daniele al disco Uguali a ieri insieme a musicisti come Agostino Marangolo e Gigi De Rienzo. In quest'anno è partecipa anche al progetto IBand di Massimo D'Ambra con Roberto Giangrande, dando vita al disco It's Time to Play e all'album del cantautore Gianluca Capozzi E poi arrivi tu.
L'anno successivo passa da Yamaha a DrumSound, partecipa all'album di Ciccio Merolla Fratammé e ancora con Finizio registra Più che posso live del relativo tour "1000 battiti di cuore".
Nel 2013 registra nuovamente per Finizio che esce con il disco Buona luna e con Serena Rossi Nella casa di Pepe. L'anno dopo, Mariano diventa endorser bacchette Vater e partecipa con Pino Daniele al Premio Mediterraneo.

### Cambi di endorsement e Gianni Fiorellino
Nel 2016 Mariano diventa endorser delle batterie giapponesi Sakae e contestualmente viene ingaggiato dalla Istanbul Cymbals.
Nel 2017 Mariano, oltre a dar vita insieme alla Vater Percussion le sue bacchette signature "Leonard" (dedicate a suo figlio), diventa il batterista ufficiale del cantautore napoletano Gianni Fiorellino col quale registrerà il singolo "L'unica femmena", il live del 2018 Overo se po' ffa' Live Palapartenope uscito 2019 ed è dello stesso anno il disco in studio Sono sempre io.
Nel 2020 partecipa al secondo live al Palapartenope del cantautore napoletano le cui riprese verranno immortalate del relativo DVD e pubblicato il 13 aprile 2021 insieme al nuovo album C'era una volta Peter Pan in cui Mariano ha registrato (5 brani) insieme al batterista inglese Steve Ferrone (2 brani) e allo stesso Gianni (un brano).

## Discografia
- 1997 Demonilla - Demonilla
- 1998 Daniele Sepe - Lavorare stanca
- 1998 Gianni Fiorellino - Dolce pulcino
- 1999 Gigi Finizio - Solo Finizio
- 2000 Audio 2 - Mila
- 2002 Gigi Finizio - Come intendo io
- 2003 Rino Zurzolo - Wunderkammer
- 2004 E4 - Break the Glass
- 2004 Gigi Finizio - Finizio live
- 2007 Pino Daniele - Il mio nome è Pino Daniele e vivo qui
- 2009 Gennaro Porcelli and the Highway 61 - Revisiting...!
- 2009 Osanna & David Jackson - Prog Family (una traccia)
- 2010 Nello Daniele - Uguali a ieri
- 2010 Massimo D'Ambra IBand - It's Time to Play
- 2010 Gianluca Capozzi - E poi arrivi tu
- 2011 Ciccio Merolla - Fratammé
- 2011 Gigi Finizio - Più che posso live
- 2013 Finizio - Buona luna
- 2013 Serena Rossi - Nella casa di Pepe
- 2019 Gianni Fiorellino - Overo se po' fra' Live Palapartenope 2017
- 2019 Gianni Fiorellino - Sono sempre io
- 2021 Gianni Fiorellino - C'era una volta Peter Pan